# Fe del Mundo
Fe del Mundo   (Intramuros, 27 de novembre de 1911 - Quezon City, 6 d'agost de 2011) Fe Villanueva del Mundo va ser una pediatra filipina, fundadora del primer hospital pediàtric de les Filipines, que avui porta el seu nom.
Va desenvolupar una labor pionera en la pediatria de les Filipines mentre exercia activament la medicina durant vuit dècades. Va obtenir reconeixement internacional, inclòs el Premi Ramón Magsaysay al Servei Públic el 1977. El 1980 se li va conferir el rang i el títol de Científica Nacional de les Filipines i el 2010 se li va concedir l'Orde de Lakandula. Va ser la primera dona presidenta de la Societat Filipina de Pediatria i la primera dona que va ser nomenada Científica Nacional de les Filipines el 1980. També va ser la fundadora i primera presidenta de la Societat Filipina de Pediatria, la primera asiàtica escollida presidenta de l'Associació Mèdica Filipina en els seus 65 anys d'existència i la primera asiàtica elegida presidenta de l'Associació Internacional de Metgesses.

## Biografia
Del Mundo va néixer a Manila i era una de les vuit filles de Paz Villanueva i Bernardo del Mundo, un prominent advocat de Marinduque que va exercir durant un període com a representant de la província de Tayabas a l'Assemblea Filipina. La mort de la seva germana menor, Elisa, que havia manifestat el seu desig de convertir-se en metge per als pobres, la va inspirar per escollir la carrera de medicina.
El 1926, Del Mundo es va matricular a la Facultat de Medicina de la Universitat de les Filipines, al campus de la UP a Manila. Va obtenir el títol de metgessa el 1933, graduant-se com la millor de la seva promoció. Aquest mateix any va aprovar l'examen de la junta mèdica, quedant en tercer lloc entre els examinats. La seva exposició, mentre estudiava medicina, a diverses condicions de salut que afectaven els nens de Marinduque, la va portar a escollir la pediatria com a especialització.

### Estudis de postgrau
Després de graduar-se, el president Manuel Luís Quezón va oferir-li una beca per a la seva formació addicional, en un camp de la medicina de la seva elecció, en qualsevol facultat dels Estats Units.
Del Mundo va ingressar a l'Hospital Infantil de l'Escola de Medicina Harvard el 1939 amb una beca de recerca de dos anys. També es va matricular a la Facultat de Medicina de la Universitat de Boston, on va obtenir un Màster en Bacteriologia el 1940.

## Pràctica mèdica
Del Mundo va tornar a les Filipines el 1941, poc abans de la invasió japonesa del país. Es va incorporar a la Creu Roja Internacional i es va oferir com a voluntària per cuidar els nens internats i després detinguts en el camp d'internament de la Universitat de Sant Tomás per a estrangers. Va establir un hospici improvisat dins del camp d'internament i, després que les autoritats japoneses tanquessin l'hospici el 1943, l'alcalde de Manila, León Guinto, va demanar a Del Mundo que dirigís un hospital infantil sota els auspicis del govern de la ciutat. L'hospital es va convertir més tard en un centre mèdic d'atenció integral per fer front a les creixents baixes durant la batalla de Manila, i va passar a anomenar-se Hospital General del Nord (més tard, Centre Mèdic Commemoratiu José R. Reyes). Del Mundo va continuar sent-ne la directora fins al 1948.
Es va incorporar a la facultat de la Universitat de Sant Tomás, i després a la Far Eastern University (FEU) el 1954. Es va convertir en la directora del Departament de Pediatria de la FEU durant més de dues dècades. Durant aquest temps va crear la Fundació del Centre Mèdic Infantil el 1957. També va establir una petita clínica mèdica pediàtrica per exercir de forma privada i va fundar l'Institut de Salut Materno-Infantil, una institució per capacitar metges i infermeres.

### Centre Mèdic Infantil

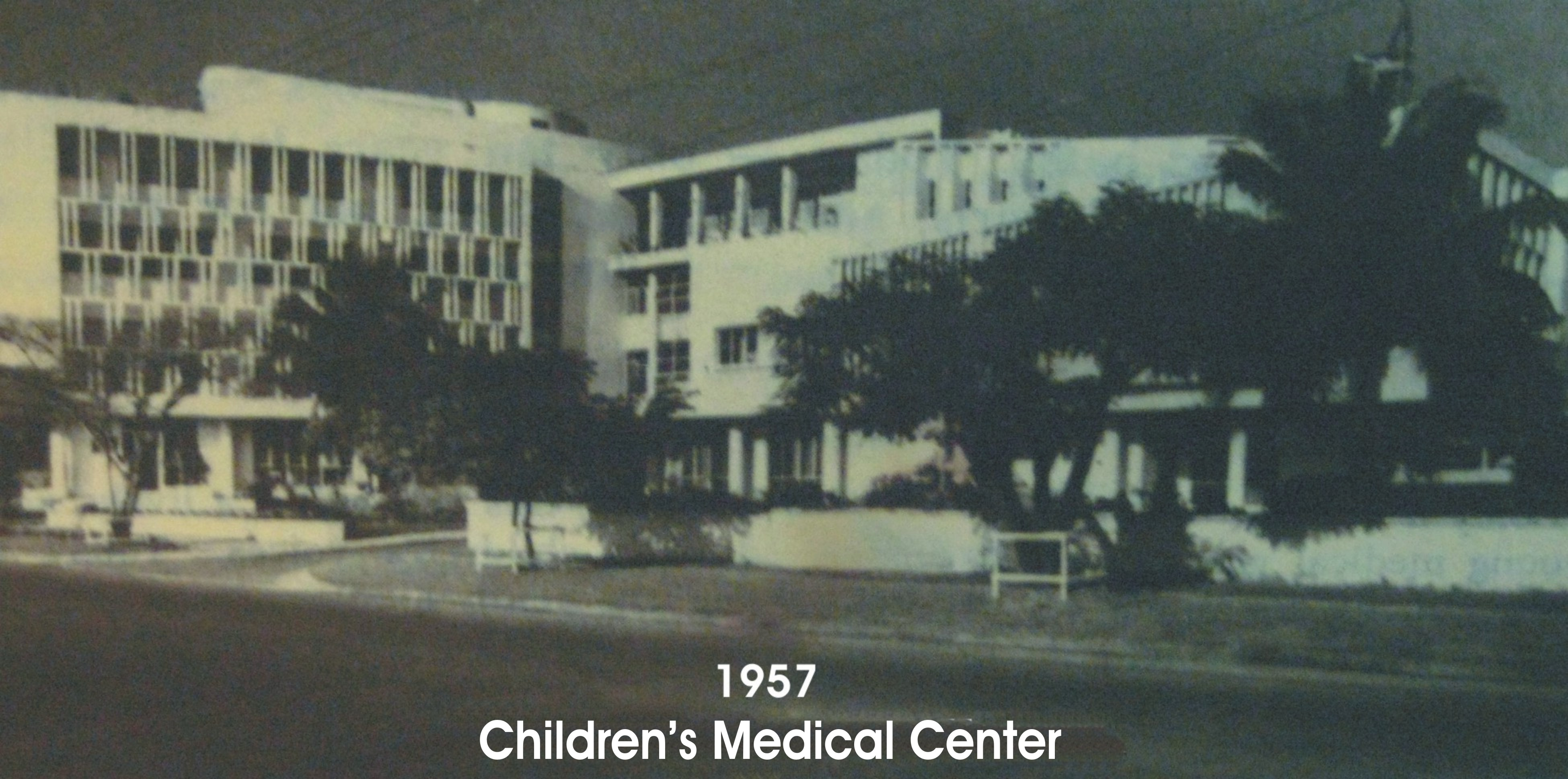
Centre Mèdic Infantil de les Filipines el 1957

Frustrada per les limitacions burocràtiques de treballar per a un hospital governamental, Del Mundo desitjava establir el seu propi hospital pediàtric. Per això va vendre casa seva i la majoria dels seus efectes personals, i va obtenir un important préstec del Sistema d'Assegurances del Servei Governamental (GSIS per les seves sigles en anglès) per finançar la construcció del seu propi hospital. El Centre Mèdic Infantil, un hospital de 107 llits situat a Ciutat Quezón, es va inaugurar el 1957 com el primer hospital pediàtric de les Filipines. Es va ampliar el 1966 mitjançant l'establiment d'un Institut de Salut Materno-Infantil, la primera institució d'aquest tipus a tota l'Àsia. A començaments del segle XXI, transformat en un hospital general, porta el seu nom.
El 1958, Del Mundo va transmetre la seva propietat personal de l'hospital a un consell d'administració. Vivia a la segona planta del Centre Mèdic Infantil de Quezon City i va continuar fent rondes matutines fins als 99 anys.

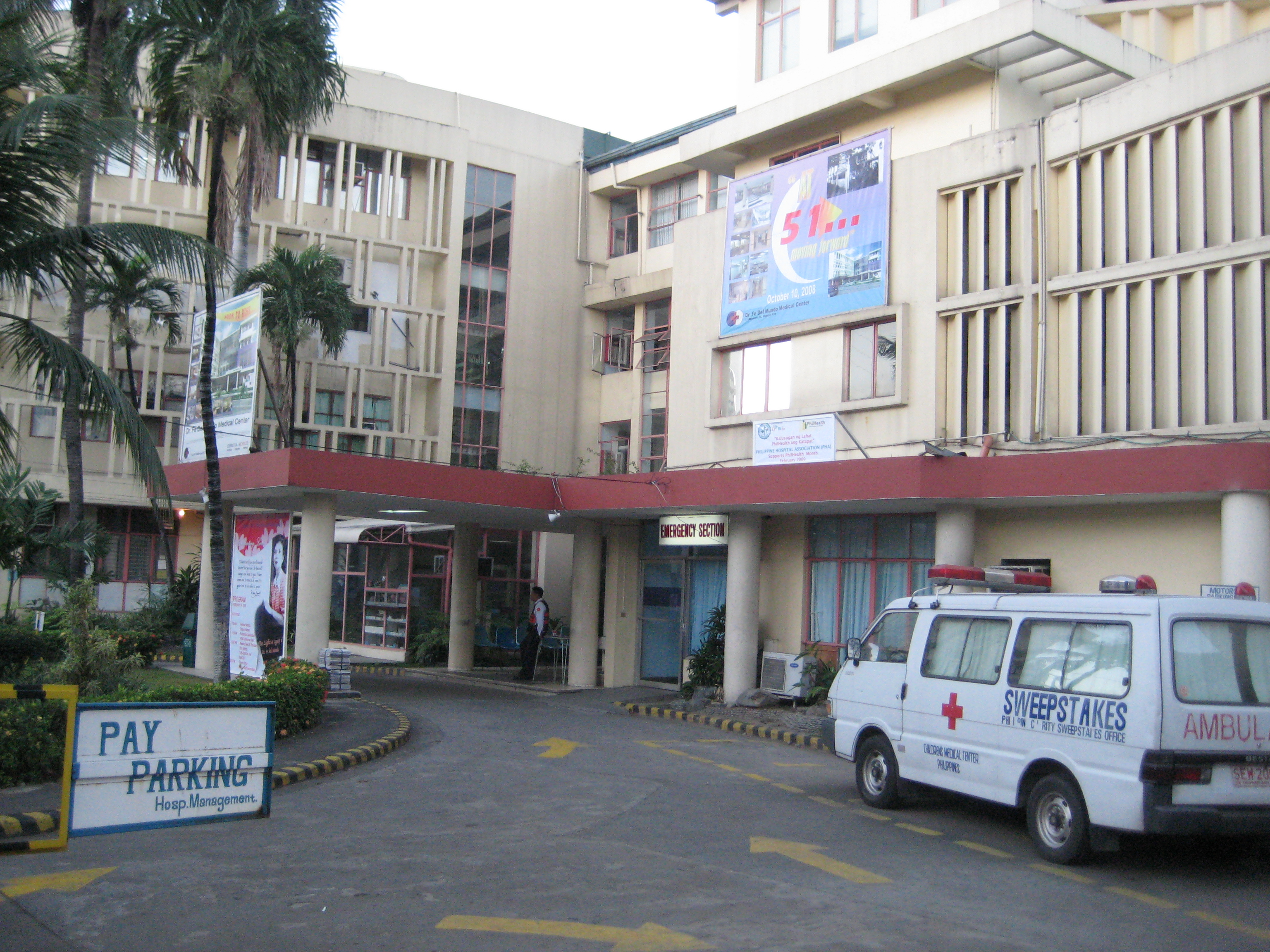
Centre Mèdic Infantil de les Filipines es transformà en Centre Mèdic Fe Del Mundo a partir de 1997

### Fundació del Centre Mèdic Infantil
Quan el 1957 va crear la Fundació del Centre Mèdic Infantil, va poder portar atenció mèdica als filipins de les zones rurals que tenien poc o cap accés a l'atenció mèdica. Aquesta fundació va salvar milers de nens mitjançant l'establiment de clíniques de planificació familiar i el tractament de problemes de salut evitables, com la mala nutrició i la deshidratació.

## Últims anys
Del Mundo va seguir activa en la seva pràctica de la pediatria fins als 90 anys. Va morir el 6 d'agost de 2011, després de sofrir una aturada cardíaca. Va ser enterrada en el Libingan ng mga Bayani, el Cementiri dels Herois.
La medicina a les Filipines va ser capgirada per Del Mundo. Va fer molts avanços en el camp de la pediatria des de la immunització, el tractament de la icterícia i la provisió d'atenció sanitària accessible a un gran nombre de famílies que vivien en la pobresa.

## Recerca i innovació
Del Mundo va destacar per la seva labor pionera en matèria de malalties infeccioses en les comunitats filipines. Sense deixar-se intimidar per la falta de laboratoris ben equipats en les Filipines de la postguerra, va enviar sense vacil·lar espècimens o mostres de sang per a la seva anàlisi a l'estranger. En la dècada de 1950 va fer estudis sobre la febre del dengue, una malaltia comuna a les Filipines, de la qual se sabia poc en aquell moment. Es diu que les seves observacions clíniques sobre el dengue i els resultats de les recerques que va emprendre posteriorment sobre la malaltia «han permès comprendre millor la febre del dengue, que afecta els joves». És autora de més d'un centenar d'articles, ressenyes i informes en revistes mèdiques sobre malalties com el dengue, la poliomielitis i el xarampió. També és autora del manual Textbook of Pediatrics, un text mèdic fonamental utilitzat a les facultats de medicina de les Filipines.
Treballava en el camp de la salut pública, amb especial preocupació per les comunitats rurals. Va organitzar equips d'extensió rural per assessorar les mares sobre la lactància materna i la cura dels nens. Va promoure la idea de vincular els hospitals a la comunitat mitjançant la immersió pública dels metges i altre personal mèdic per permetre una més gran coordinació entre els treballadors de la salut i la població per als programes de salut comuns com la immunització i la nutrició. Va demanar una millor integració de les parteres en la comunitat mèdica, considerant la seva presència més visible en les comunitats rurals. Malgrat el seu catolicisme, era una ferma defensora de la planificació familiar i el control de la població.
Del Mundo també va ser coneguda per haver ideat una incubadora feta de bambú, dissenyada per al seu ús en comunitats rurals sense energia elèctrica.

## Reconeixements
L'any 1997 el Centre Mèdic Infantil es va convertir finalment en un hospital general i l'any 2002 va passar a denominar-se Centre Mèdic Fe Del Mundo, en honor i memòria seva.
El 1980, Del Mundo va ser declarada Científica Nacional de les Filipines, la primera dona filipina que rebia aquest títol. Entre els honors internacionals atorgats a Del Mundo, es troba el Premi Elizabeth Blackwell al Servei Excel·lent a la Humanitat, lliurat el 1966 pels col·legis Hobart i William Smith, i l'esment com a Pediatra Excel·lent i Humanitària per l'Associació Pediàtrica Internacional el 1977. En aquest mateix any, Del Mundo va ser guardonada amb el Premi Ramón Magsaysay al Servei Públic.
Del Mundo va ser membre honorària de la Societat Americana de Pediatria i consultora de l'Organització Mundial de la Salut. El 2008, va rebre el Premi Beata Teresa de Calcuta de la Fundació AY. El 22 d'abril de 2010, la presidenta Gloria Macapagal-Rierol va atorgar a del Mundo l'Orde de Lakandula amb el rang de Bayani al Palau de Malacañán.
A títol pòstum, el president Benigno Aquino III li va concedir el Gran Collar de l'Orde del Cor Daurat el 2011. El 27 de novembre de 2018 es va mostrar un Doodle de Google per celebrar el 107̟è aniversari de Del Mundo.